# 張養心
张养心（1561年—？），字子纯，號静菴，陝西承宣佈政使司商州人。明朝政治人物。

## 生平
嘉靖辛酉（1561年）四月初一日生。曾任山西潞安府學訓導，明神宗萬曆二十二年甲午科山西鄉試第四十名舉人，二十六年（1598年）戊戌科進士。都察院觀政，二十八年授敘州府推官，三十一年丁憂，服闋，三十四年補大同府推官，三十七年升南戶部主事，三十八年補戶部江西司主事，三十九年管祿米倉，升員外郎，四十年升郎中，四十一年升官直隸保定府（今河北省保定市）知府。四十四年官至四川兵备副使。四十七年考察去職。

## 家族
曾祖张亮。祖张镐。父张纲，生员、贈文林郎。母李氏。永感下。弟养性、养气、养正。娶郭氏，贈孺人。子士觀、士望、士瞻、士仰。